# Grão-Ducado de Oldemburgo
```
   |-
       |
Erro:
:  
valor não especificado para "
nome_comum
"

   |-
       | 
Erro:
:  
valor não especificado para "
continente
"
```

O Grão-Ducado de Oldemburgo (em alemão:  Großherzogtum Oldenburg, também conhecido como Holstein-Oldemburgo) era um grão-ducado na Confederação Alemã, Confederação da Alemanha do Norte e Império Alemão, que consistia em três territórios amplamente separados: Oldemburgo, Eutin e Birkenfeld. Ele ficou em décimo lugar entre os estados alemães e teve um voto no Bundesrat e três membros no Reichstag.
Sua família dominante, a Casa de Oldemburgo, também chegou a governar na Dinamarca, Noruega, Suécia, Grécia e Rússia. Os herdeiros de uma linha júnior do ramo grego estão, através do príncipe Philip, duque de Edimburgo, na linha de sucessão aos tronos do Reino Unido e de outros reinos da Commonwealth após a rainha Elizabeth II.
Como é comum nas casas alemãs, o ramo dominante de Oldemburgo, que governou como duques e mais tarde grão-duque, detém a liderança por primogenitura de toda a Casa de Holstein-Oldenburg, com todos os seus ramos de cadetes.

## História
A primeira contagem conhecida de Oldemburgo foi Elimar I (m. 1108). Os descendentes de Elimar aparecem como vassalos, embora às vezes rebeldes, dos duques da Saxônia; mas atingiram a dignidade dos príncipes do império quando o imperador Frederico I desmembrou o ducado saxão em 1180. Nessa época, o condado de Delmenhorst fazia parte dos domínios dos condes de Oldemburgo, mas depois foi separado em várias ocasiões do para formar um appanage para os ramos mais jovens da família. Esse foi o caso entre 1262 e 1447, entre 1463 e 1547 e entre 1577 e 1617.
Durante o início do século XIII, as contagens continuaram uma série de guerras com príncipes frísios independentes ou semi-independentes ao norte e oeste do condado, o que resultou em uma expansão gradual do território da Oldemburgo. A cidade hanseática livre de Bremen e o bispo de Münster também estavam frequentemente em guerra com as condes de Oldemburgo.
Em 1440, Christian sucedeu seu pai Dietrich, chamado Fortunatus, como Conde de Oldemburgo. Em 1448, Christian foi eleito rei da Dinamarca como cristão I, em parte com base em sua ascendência materna dos reis dinamarqueses anteriores. Embora longe das fronteiras dinamarquesas, Oldemburgo era agora um exclave dinamarquês. O controle sobre a cidade foi deixado aos irmãos do rei, que estabeleceram um breve reinado de tirania.
Em 1450, Christian se tornou rei da Noruega e em 1457, rei da Suécia. Em 1460, ele herdou o Ducado de Schleswig e o condado de Holstein, um evento de alta importância para a história futura de Oldenburg. Em 1454, ele entregou Oldenburg a seu irmão Gerhard (cerca de 1430 a 1499), um príncipe selvagem, que estava constantemente em guerra com o príncipe-bispo de Bremen e outros vizinhos. Em 1483, Gerhard foi obrigado a abdicar em favor de seus filhos e morreu em peregrinação na Espanha.
No início do século XVI, Oldenburg foi novamente ampliada às custas dos frísios. O luteranismo foi introduzido no condado por Anthony I (1505-1573, r. De 1529), que também suprimiu os mosteiros; no entanto, ele permaneceu leal ao imperador Carlos V durante a Guerra Schmalkaldic e, assim, foi capaz de aumentar seus territórios, obtendo Delmenhorst em 1547. Um dos irmãos de Anthony, Christopher (cerca de 1506 a 160), ganhou reputação como soldado.
O neto de Anthony, Anthony Günther (1583-1667), que sucedeu em 1603, considerava-se o príncipe mais sábio que já havia governado Oldenburg. Jever fora adquirido antes de se tornar conde, mas em 1624 acrescentou Kniphausen e Varel às suas terras, com as quais em 1647 Delmenhorst finalmente se uniu. Por sua neutralidade durante a Guerra dos Trinta Anos e doando cavalos valiosos ao senhor da guerra, o Conde de Tilly, Anthony Günther garantiu aos seus domínios uma imunidade das terríveis devastações a que quase todos os outros estados da Alemanha estavam expostos. Ele também obteve do imperador o direito de cobrar pedágio aos navios que passavam ao longo do Weser, uma concessão lucrativa que logo formou uma adição material aos seus recursos. Em 1607, ele ergueu um schloss renascentista. Após a morte de Anthony Günther, Oldemburgo caiu novamente sob a autoridade dinamarquesa.
Em 1773, Christian VII da Dinamarca entregou Oldemburgo a Catarina, a Grande, em troca da participação de seu filho e herdeiro Paulo no governo condado real-ducal do Ducado de Holstein e suas reivindicações à participação ducal no governo do Ducado de Ducado. Schleswig; Oldemburgo foi para Frederick August, administrador do príncipe-bispado de Lübeck, o representante de um ramo mais jovem da família, e em 1777 o condado foi elevado ao posto de ducado. O filho do duque William, que sucedeu seu pai em 1785, era um homem de intelecto fraco, e seu primo Peter, administrador do príncipe-bispado de Lübeck, atuou como regente e, finalmente, em 1823, herdou o trono, o príncipe-bispado de Lübeck e Oldemburgo em união pessoal.
Pela mediatização alemã de 1803, Oldemburgo adquiriu o Oldenburg Münsterland e o príncipe-bispado de Lübeck. Entre 1810 e 1814, Oldemburgo foi ocupada pela França napoleônica. Sua anexação ao Império Francês, em 1810, foi uma das causas da briga diplomática entre ex-aliados França e Rússia, uma disputa que levaria à guerra em 1812 e, eventualmente, à queda de Napoleão.

### As revoluções europeias
Oldemburgo não escapou inteiramente das revoluções de 1848 que varreram a Europa, mas não ocorreram sérias perturbações nela. Em 1849, Augustus concedeu uma constituição de caráter muito liberal a seus súditos. Até então, seu país havia sido governado com o espírito de despotismo iluminado, fortalecido pela ausência de uma classe privilegiada de nobres, a independência comparativa dos camponeses e a importância das cidades; assim, uma certa quantidade de atrito era inevitável. Em 1852, algumas modificações foram introduzidas na constituição, mas ainda assim foi uma das mais progressistas da Confederação Alemã. Alterações importantes foram feitas no sistema administrativo em 1855 e novamente em 1868, e a supervisão do governo sobre os assuntos da igreja foi ordenada por uma lei de 1863. Em 1863, Pedro II, que havia governado desde a morte de seu pai Augusto em 1853, parecia inclinado para reivindicar o ducado vago de Schleswig e o ducado de Holstein, mas, em 1867, ele abandonou isso em favor do Reino da Prússia e recebeu uma ligeira compensação. Em 1866, ele tomara partido desse poder contra o Império Austríaco e ingressou na Confederação da Alemanha do Norte, e em 1871 o grão-ducado se tornou um estado do Império Alemão.

## Galeria

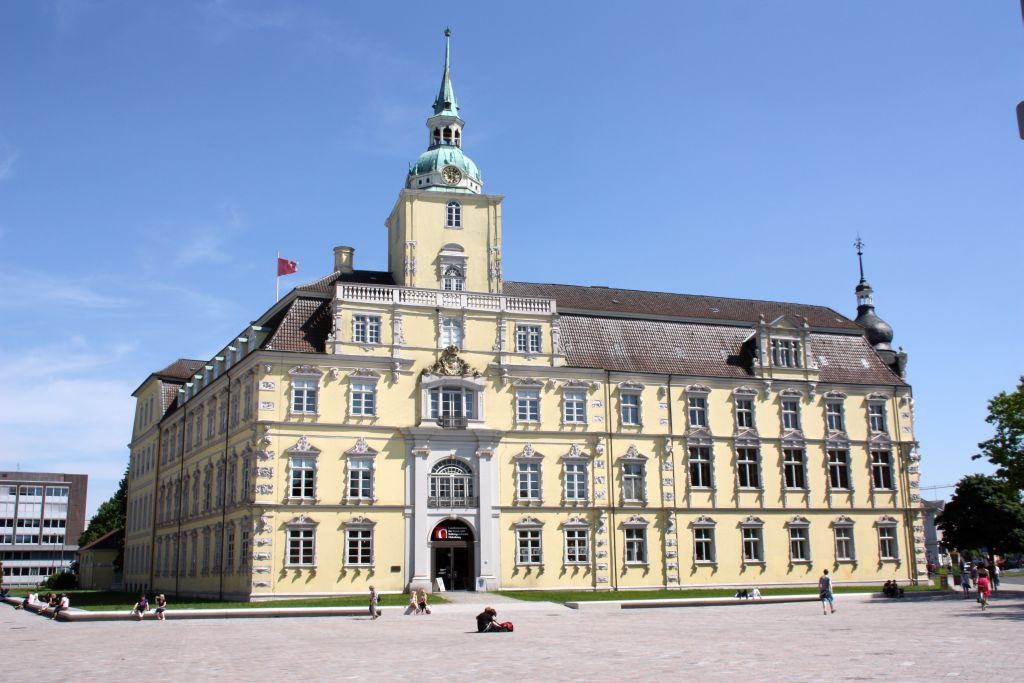
Castelo Oldemburgo
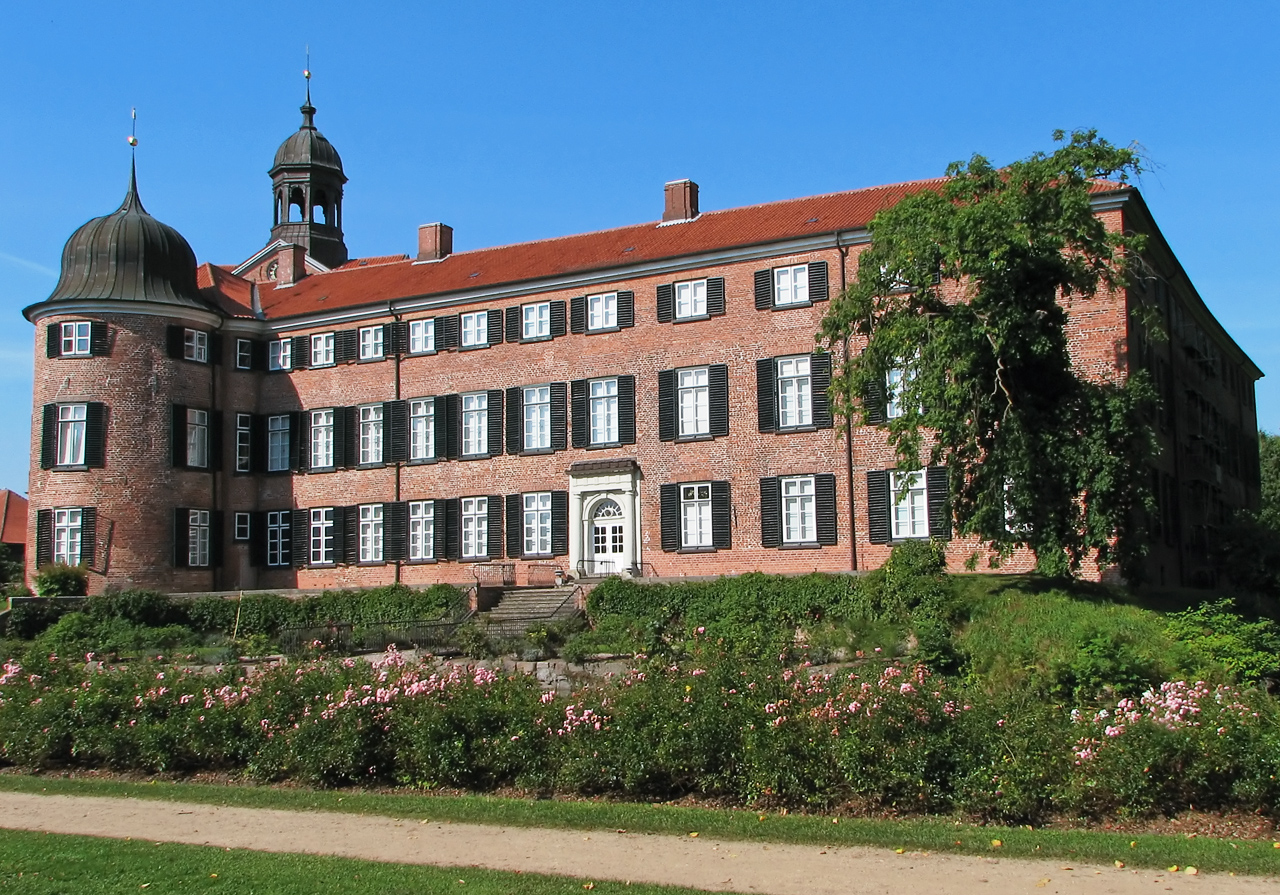
Castelo de Eutin
Escudo heráldico dos Grão-Duques